# Rutger Zoodsma
Rutger Zoodsma (* 16. Juli 1995 in Sneek) ist ein niederländischer Volleyballspieler.

## Karriere
Rutger Zoodsma ist der Sohn des niederländischen Nationalspielers Ronald Zoodsma, der bei den Olympischen Spielen 1992 die Silbermedaille gewann. Er begann seine eigene Karriere 2011 beim Talent Team in Amsterdam. In dieser Zeit kam er auch in der Juniorennationalmannschaft zum Einsatz. 2013 wurde er vom Erstligisten Abiant Lycurgus Groningen verpflichtet. Mit dem Verein spielte er in der Saison 2013/14 im Challenge Cup und ein Jahr später im CEV-Pokal. Außerdem erreichte er mit Groningen 2015 die Endspiele im nationalen Pokal und in der Meisterschaft. Anschließend wechselte er zum Meister Landstede Zwolle. In der Saison 2016/17 spielte er beim Schweizer Erstligisten TSV Jona. 2017/18 spielte er in Solingen beim deutschen Bundesligisten Bergische Volleys.